# Richard Forlán
Richard Forlán, vollständiger Name Richard Forlán Resova, ist ein ehemaliger uruguayischer Fußballspieler.

## Spielerlaufbahn

### Verein
Forlán, Bruder Pablo Forláns und Onkel Diego Forláns, gehörte im Jahr 1971 dem Verein Mar de Fondo an. In den 1970er Jahren spielte der Offensivakteur für die Montevideo Wanderers. Dort gelang ihm 1975 mit seinen Mitspielern erstmals in der Vereinsgeschichte die Qualifikation für die Copa Libertadores. Dabei bezwang man im entscheidenden Spiel am 28. Januar 1975 Nacional mit 2:1. Forlán stand in diesem bedeutsamen Spiel der Vereinshistorie in der Startformation. 1976, in seinem letzten Jahr beim Klub, wurde er mit den Wanderers Fünfter in der Primera División. Die Presse zeichnete Forlán in jenem Jahr als besten Spieler auf seiner Position aus. Anschließend wechselte er nach Argentinien zu Temperley, kehrte aufgrund einer Verletzung jedoch noch im selben Jahr nach Uruguay zurück. Einige Jahre später erhielt er im März 1979 ein Angebot beim von Alberto Spencer trainierten ecuadorianischen Verein Liga de Portoviejo zu unterschrieben. Für ein Jahr sollte er 9.000 US-Dollar erhalten. Daraufhin schloss er sich für drei Monate dem Klub an. Eine im Spiel gegen Universidad Católica erlittene Meniskusverletzung am rechten Knie, die eine Operation erforderlich werden ließ, hatte seine Entlassung zur Folge. Forláns nächste und letzte Karrierestation war Liga de Cuenca. Nach anhaltenden gesundheitlichen Problemen beendete er seine Karriere. Forlán stand zudem bei Peñarol Montevideo und Liverpool Montevideo unter Vertrag.

### Nationalmannschaft
Forlán gehörte der uruguayischen Junioren-Nationalmannschaft an, die 1971 an der Junioren-Südamerikameisterschaft in Paraguay teilnahm und den zweiten Platz belegte. Im Verlaufe des Turniers wurde er von Trainer Rodolfo Zamora fünfmal (ein Tor) eingesetzt. Im Vorfeld der Weltmeisterschaft 1974 nahm er mit der A-Nationalmannschaft an einer Tour durch Europa teil. 1975 gehörte er dem von José María Rodríguez trainierten Kader Uruguays bei der Copa América an. Im Verlaufe des Turniers wurde er zweimal eingesetzt. Insgesamt absolvierte er von seinem Debüt am 23. März 1974 bis zu seinem letzten Einsatz am 1. Oktober 1975 sechs Länderspiele (kein Tor).

### Erfolge
- Junioren-Vize-Südamerikameister 1971

## Nach der Karriere
Der fünffache Vater Forlán ist seit 1997 TV-Kommentator und Fußball-Analyst für Manavisión in Manabí tätig.